# The Rover (film)
Pour les articles homonymes, voir Rover.
Pour plus de détails, voir Fiche technique et Distribution.
The Rover est un film futuriste inspiré de l'esthétique du western australo-américain réalisé par David Michôd, sorti en 2014.

## Synopsis
Dans un futur proche, sans foi ni loi, en plein cœur du bush australien, Eric, ancien fermier, a tout abandonné derrière lui. Quand son dernier bien, sa voiture, lui est dérobée par trois criminels en fuite, il décide de les traquer afin de la récupérer. Au cours de son périple, il tombe sur Rey, frère d'un des trois bandits, naïf, blessé et laissé pour mort par son frère Henry après une fusillade.

## Fiche technique
- Titre original et titre français : The Rover
- Réalisation : David Michôd
- Scénario : David Michôd, d'après une histoire de David Michôd et Joel Edgerton
- Direction artistique : Josephine Ford
- Décors : Tuesday Stone
- Costumes : Cappi Ireland
- Photographie : Natasha Braier
- Montage : Peter Sciberras
- Musique : Antony Partos (en)
- Production : David Linde, David Michôd et Liz Watts
- Sociétés de production : Lava Bear Films, Porchlight Films et Screen Australia
- Sociétés de distribution :  Roadshow Films,  A24 Films,  Metropolitan Filmexport
- Pays d’origine :  Australie
 États-Unis
- Langue originale : anglais
- Format : couleur - 35 mm - 2,35:1 - son Dolby numérique
- Genre : Action, drame, science-fiction
- Durée : 102 minutes
- Dates de sortie[2] :
  -  France : 18 mai 2014 (Festival de Cannes) ; 4 juin 2014 (sortie nationale)
  -  Australie : 12 juin 2014
  -  États-Unis : 20 juin 2014
- Public : interdit aux moins de 12 ans

## Distribution
- Guy Pearce (V. F. : Lionel Tua) : Eric
- Robert Pattinson (V. F. : Thomas Roditi) : Reynolds
- Scoot McNairy (V. F. : Dominique Guillo) : Henry
- Susan Prior (V. F. : Laurence Charpentier) : Dorothy Peeples
- Anthony Hayes (V. F. : Renaud Marx) : le sergent Rickofferson
- David Field (V. F. : Michel Bedetti) : Archie
- Jamie Fallon (V. F. : Bernard Métraux) : Colin
- Tawanda Manyimo (V. F. : Diouc Koma) : Caleb
- Gillian Jones (V. F. : Annie Balestra) : la grand-mère
- Richard Green (V. F. : Richard Leroussel) : le commerçant
- Nash Edgerton : le soldat en ville

Source et légende : Version française (V. F.) sur AlloDoublage

## Accueil

### Box-office
Selon Le Figaro, le film figure en onzième position dans la liste des vingt films français et étrangers les plus « boudés par le public » en France en 2014 .

### Distinctions

#### Nominations et sélections
- Festival de Cannes 2014 : sélection hors compétition « Séances de minuit »
- Festival du film de Sydney 2014